# Polscy Podróżnicy i Badacze (seria monet)
Seria Polscy Podróżnicy i Badacze obejmuje srebrne monety kolekcjonerskie oraz obiegowe okolicznościowe o nominale 2 złote ze stopu Nordic Gold. Narodowy Bank Polski zainaugurował tę serię w 1997 roku. Jej celem jest przedstawienie polskich naukowców-geografów.

## Lista monet seriiPolscy Podróżnicy i Badacze
Zarówno awers, jak i rewers monet srebrnych próby 925 jest zmienny. Stałymi elementami awersu jest orzeł, rok wprowadzenia monety do obiegu, nominał i napis Rzeczpospolita Polska. Rewers przedstawia postać jednego z badaczy z listy poniżej.
Awers monet ze stopu CuAl5Zn5Sn1 (Nordic Gold) przedstawia orła, rok wprowadzenia do obiegu, nominał (2 złote) oraz napis Rzeczpospolita Polska. Na rewersie z kolei przedstawieni są badacze z poniższej listy.
| Moneta                                                           | Nominał    | Stop        | Średnica | Masa    | Data emisji          | Nakład    | Wizerunek monety |
| ---------------------------------------------------------------- | ---------- | ----------- | -------- | ------- | -------------------- | --------- | ---------------- |
| 200–lecie urodzin Pawła Edmunda Strzeleckiego (1797–1873)        | 10 złotych | Ag 925      | 32,00 mm | 14,14 g | 17 listopada 1997    | 20 000    | awers i rewers   |
| 200–lecie urodzin Pawła Edmunda Strzeleckiego (1797–1873)        | 2 złote    | CuAl5Zn5Sn1 | 27,00 mm | 8,15 g  | 17 listopada 1997    | 420 000   | rewers           |
| 100. rocznica śmierci Ernesta Malinowskiego (1818–1899)          | 10 złotych | Ag 925      | 32,00 mm | 14,14 g | 23 lutego 1999       | 18 000    | awers i rewers   |
| 100. rocznica śmierci Ernesta Malinowskiego (1818–1899)          | 2 złote    | CuAl5Zn5Sn1 | 27,00 mm | 8,15 g  | 23 lutego 1999       | 420 000   | rewers           |
| Michał Siedlecki (1873–1940)                                     | 10 złotych | Ag 925      | 32,00 mm | 14,14 g | 7 listopada 2001     | 26 000    | awers i rewers   |
| Michał Siedlecki (1873–1940)                                     | 2 złote    | CuAl5Zn5Sn1 | 27,00 mm | 8,15 g  | 7 listopada 2001     | 600 000   | rewers           |
| Bronisław Malinowski (1884–1942)                                 | 10 złotych | Ag 925      | 32,00 mm | 14,14 g | 6 marca 2002         | 33 500    | awers i rewers   |
| Bronisław Malinowski (1884–1942)                                 | 2 złote    | CuAl5Zn5Sn1 | 27,00 mm | 7,74 g  | 6 marca 2002         | 680 000   | rewers           |
| Aleksander Czekanowski (1833–1876)                               | 10 złotych | Ag 925      | 32,00 mm | 14,14 g | 19 marca 2004        | 45 000    | awers i rewers   |
| Aleksander Czekanowski (1833–1876)                               | 2 złote    | CuAl5Zn5Sn1 | 27,00 mm | 8,15 g  | 19 marca 2004        | 700 000   | rewers           |
| Ignacy Domeyko (1802–1889)                                       | 10 złotych | Ag 925      | 32,00 mm | 14,14 g | 6 lutego 2007        | 55 000    | awers i rewers   |
| Ignacy Domeyko (1802–1889)                                       | 2 złote    | CuAl5Zn5Sn1 | 27,00 mm | 8,15 g  | 6 lutego 2007        | 900 000   | rewers           |
| Henryk Arctowski (1871–1958) i Antoni B. Dobrowolski (1872–1954) | 10 złotych | Ag 925      | 32,00 mm | 14,14 g | 19 września 2007     | 57 000    | awers i rewers   |
| Henryk Arctowski (1871–1958) i Antoni B. Dobrowolski (1872–1954) | 2 złote    | CuAl5Zn5Sn1 | 27,00 mm | 8,15 g  | 19 września 2007     | 990 000   | rewers           |
| Bronisław Piłsudski (1866–1918)                                  | 10 złotych | Ag 925      | 32,00 mm | 14,14 g | 1 października 2008  | 99 000    | awers i rewers   |
| Bronisław Piłsudski (1866–1918)                                  | 2 złote    | CuAl5Zn5Sn1 | 27,00 mm | 8,15 g  | 29 września 2008     | 1 100 000 | rewers           |
| Benedykt Dybowski (1833–1930)                                    | 10 złotych | Ag 925      | 32,00 mm | 14,14 g | 15 października 2010 | 60 000    | awers i rewers   |
| Benedykt Dybowski (1833–1930)                                    | 2 złote    | CuAl5Zn5Sn1 | 27,00 mm | 8,15 g  | 13 października 2010 | 1 200 000 | rewers           |
| Ferdynand Ossendowski (1876–1945)                                | 10 złotych | Ag 925      | 32,00 mm | 14,14 g | 4 listopada 2011     | 50 000    | awers i rewers   |
| Ferdynand Ossendowski (1876–1945)                                | 2 złote    | CuAl5Zn5Sn1 | 27,00 mm | 8,15 g  | 4 listopada 2011     | 900 000   | rewers           |